# Aegus angustus
Aegus angustus es una especie de coleóptero de la familia Lucanidae.

## Distribución geográfica
Habita en China.